# مايك مونيوث
مايك مونيوث (بالإسبانية: Mike Munoz)‏ (14 سبتمبر 1983 في الولايات المتحدة - ) هو لاعب كرة قدم مكسيكي في مركز الوسط. لعب مع لوس أنجلوس غلاكسي ونادي شيفاز يو إس أي وCalifornia Victory ‏ وHollywood United F.C. ‏ وOrange County Blue Star ‏.

## وصلات خارجية
- مايك مونيوث على موقع الدوري الأمريكي (الإنجليزية)
- مايك مونيوث على موقع قاعدة بيانات كرة القدم.إي يو (الإنجليزية)